# When You're Gone
"When You're Gone" je pop rock pjesma kanadske pjevačice Avril Lavigne. Pjesma je objavljena 19. lipnja 2007. kao drugi singl za Avrilin treći studijski album The Best Damn Thing u izdanju RCA Recordsa.

## Videospot
Videospot je snimljen pod redateljskom palicom Marca Klasfelda, koji je poznat po tome što je režirao većinu videa grupe Sum 41. U videu su prikazani: Mlada trudnica čiji se muž bori u ratu, starijeg čovjeka čija je žena nedavno umrla, i tinejdžerski par koji se nesmiju sastati zbog njezine majke. Video prikazuje tri odnosa u različitim dobnim skupinama, ali u istoj situaciji. Avril je rekla da je video osobno vezan uz nju.

## Pozadina
Avril Lavigne je izjavila za pjesmu: 
»Pjesma govori o tome kako je biti s osobom koju voliš, a moraš joj reći zbogom i o svim stvarima koje će ti nedostajati o njemu.«
Za pjesmu ju je možda ispirirao njen bivši suprug Deryck Whibley, iako je u intervjuu u Sjevernoj Irskoj The Belfast Telegraphu izjavila da to nije točno. Prema njezinim riječima, ona nije imala namjeru da napiše ljubavnu pjesmu, ali pisanje te pjesme je bilo sporo i "sve te emocionalne stvari" su se probudile u njoj.
»Pjesma nije dosadna jer sam je ja napisala. Da sam starija i da sam to napisala kao profesionalna spisateljica tekstova, tek tada bi bila jadna pjesma.«

## Popis pjesama
| Japanski singl CD 1. "When You're Gone" (album version) 2. "When You're Gone" (instrumental) 3. "Girlfriend" (Japanska verzija) VB CD 1/Francuski singl 1. "When You're Gone" (albumska verzija) 2. "Girlfriend" (Dr. Luke remix feat. Lil' Mama) | VBB CD 2/Australija/Tajvan 1. "When You're Gone" – 3:57 2. "Girlfriend" (Dr. Luke remix) – 3:25 3. "Girlfriend" (Submarines' Time Warp 66 mix) – 3:12 4. "When You're Gone" (video) – 4:08 |

## Na ljestvicama
Prije nego što je služeno objavljen u SADu, "When You're Gone" dosegao je broj 90 na Billboard Hot 100 i broj 77 na Billboard Pop 100. "When You're Gone" debitirao je u Ujedinjenom Kraljevstvu na broju 32, a najviša pozicija bila je broj 3. U Kanadi je ta pjesma bila hit i našla se na osmom mjestu. 9. studenog, "When Yo're Gone" je u Argentini bio na vrhu ljestvice, i to nakon petnaest tjedana. "When You're Gone" je isto tako postala prva i jedina pjesma na engleskom jeziku koja je došla do broja jedan u Argentini.

## Ljestvice
| Ljestvica           | Pozicija |
| ------------------- | -------- |
| Argentina           | 1        |
| Australija          | 4        |
| Austrija            | 10       |
| Belgija (Flandrija) | 36       |
| Češka               | 3        |
| Danska              | 13       |
| Finska              | 10       |
| Irska               | 4        |
| Italija             | 4        |
| Kanada              | 8        |
| Njemačka            | 17       |

| Ljestvica                       | Pozicija |
| ------------------------------- | -------- |
| Novi Zeland                     | 26       |
| Rusija                          | 62       |
| Španjolska                      | 11       |
| Švedska                         | 8        |
| Ujedinjeno Kraljevstvo          | 3        |
| SAD Billboard Hot 100           | 24       |
| SAD Billboard Pop 100           | 16       |
| SAD Billboard Hot Digital Songs | 17       |
| Venecuela                       | 2        |

## Povijest objavljivanja
| Zemlja                 | Datum           |
| ---------------------- | --------------- |
| SAD                    | 19. lipnja 2007 |
| Japan                  | 20. lipnja 2007 |
| Latinska Amerika       | 22. lipnja 2007 |
| Belgija                | 29. lipnja 2007 |
| Njemačka               | 29. lipnja 2007 |
| Nizozemska             | 2. srpnja 2007  |
| Ujedinjeno Kraljevstvo | 2. srpnja 2007  |
| Italija                | 6. srpnja 2007  |
| Tajvan                 | 15. srpnja 2007 |
| Italija                | 28. srpnja 2007 |